# Fletcher Humphrys
Fletcher Humphrys es un actor australiano conocido por aparecer en las series australianas Neighbours, Mcleod's Daughters y All Saints.

## Biografía
En agosto de 2006, comenzó a salir con la actriz Pippa Black, aunque la relación terminó en 2007.

## Carrera
En 1993 apareció en la serie Heartbreak Kid, un año después apareció en la serie A Country Practice, donde interpretó a Gary Van Loon. En 1996 apareció en la serie A Genius from Down Under, como Conrad von Meister y volvió a interpretar el mismo papel en A Genius from Down Under 2. Entre 1998 y 1999 apareció en las series State Coroner, Crash Zone y Thunderstone.
De 2000 a 2002 apareció en las películas Chopper, Guru Wayne, The Junction Boys y las series Something in the Air, Stingers y Marshall Law donde itnterpretó a Wayne.
Interpretó a su primer personaje importante de 2001 a 2003 cuando se unió a la exitosa serie australiana Mcleod's Daughters, donde interpretó a Brett "Brick" Buchanon, un chico tímido, dulce y trabajador de Killarney, quien se gana el corazón de Becky, sin embargo su personaje muere en el episodio "The Road Home". En el 2003 también participó como actor invitado en la aclamada serie All Saints donde interpretó a Alex Kearns, en los episodios "Wolf" y "Friends in Need", y en la película de crimen y terror Razor Eaters, donde interpretó a Roger Rocatanski.
En 2005 interpretó a Simon en The Glenmoore Job, ese mismo año se unió como personaje recurrente en la serie Last Man Standing, donde dio vida a Anto. En la serie participó a lado de Rodger Corser y Matt Passmore ambos conocidos por sus personajes en la serie McLeods Daughter. También fue personaje recurrente en la serie Blue Heelers.
De 2007 2008 apareció en las series Satisfaction, East of Everything, Rush y Canal Road donde interpretó a Colin Burns.
En 2006 apareció en un episodio de la miniserie estadounidense Nightmares and Dreamscapes: From the Stories of Stephen King. En octubre del 2006 apareció por primera vez en la serie Neighbours, donde dio vida a Guy Sykes, en 2009 apareció de nuevo en el episodio #1.5667.
En 2011 apareció como invitado en la exitosa serie australiana Home and Away donde interpretó a Jake Pirovic, el líder de una banda que termina siendo arrestado después de pelearse con los miembros de la banda de los River Boys hasta 2012 después de que Jake fuera encarcelado por el asesinato de Charlie Buckton. El 1 de septiembre de 2014 Flethcer regresó a la serie como Jake y su última aparición fue el 6 de octubre de 2014 luego de que su personaje muriera después de que Andy Barrett desconectara su apoyo vital en el hospital para vengarse por la muerte de Casey Braxton.
En mayo de 2012 apareció en la miniserie Bikie Wars: Brothers in Arms donde interpretó a Bull, un motociclista y miembro de la banda "Bandidos". Ese mismo año apareció en la película Crawlspace donde interpretó al soldado Will "Kid".
En 2013 se unió al elenco de la serie Underbelly: Squizzy, la sexta temporada de la serie Underbelly.
En 2016 apareció como personaje recurrente en la miniserie de terror Wolf Creek donde dio vida a Ben Mitchell alias "Jesús", un hombre que logra sobrevivir al ataque del asesino en serie Mick Taylor (John Jarratt).

## Filmografía

### Películas
| Año  | Título                 | Personaje             | Notas                                                                                           |
| ---- | ---------------------- | --------------------- | ----------------------------------------------------------------------------------------------- |
| 2014 | Jack Irish: Dead Point | Wayne Waylon Milovich | junto a Guy Pearce, Aaron Pedersen, Marta Dusseldorp, Shane Jacobson & Roy Billing              |
| 2013 | John Doe               | Henry Junig           | junto a Jamie Bamber, Lachy Hulme & Paul O'Brien                                                |
| 2013 | No Good Deed           | Bill                  | corto - junto a Terry Camilleri, Katrina Mathers & Jim Russell                                  |
| 2012 | Jack Irish: Bad Debts  | Wayne Waylon Milovich | junto a Guy Pearce, Aaron Pedersen, Marta Dusseldorp, Marshall Napier, Emma Booth & Roy Billing |
| 2012 | Crawlspace             | Will "Kid"            | junto a Ditch Davey, Peta Sergeant, Samuel Johnson & Justin Batchelor                           |
| 2011 | Everyman               | Tradie                | corto - junto a Charlie Clausen & Diana Glenn                                                   |
| 2005 | The Glenmoore Job      | Simon                 | junto a Simon Lyndon, Richard Cawthorne & Saskia Burmeister                                     |
| 2003 | Razor Eaters           | Roger                 | junto a Paul Moder & Richard Cawthorne                                                          |
| 2002 | The Junction Boys      | Skeet Keeler          | junto a Tom Berenger, Luke Ford, Ewen Leslie, Andy Anderson & Josef Ber                         |
| 2002 | Guru Wayne             | Garry Flannigan       | junto a Jane Allsop                                                                             |
| 2000 | Chopper                | Bucky                 | junto a Eric Bana                                                                               |
| 1993 | The Heartbreak Kid     | Estudiante            | junto a Doris Younane                                                                           |

### Series de televisión
| Año               | Título                         | Personaje               | Notas                                         |
| ----------------- | ------------------------------ | ----------------------- | --------------------------------------------- |
| 2016              | Wolf Creek                     | Ben Mitchell            | 2 episodios - miniserie                       |
| 2015              | Miss Fisher's Murder Mysteries | Fredrick Burn           | episodio "Game, Set & Murder"                 |
| 2015              | Catching Milat                 | Richard Milat           | 2 episodios - miniserie                       |
| 2011 - 2012, 2014 | Home and Away                  | Jake Pirovic            | 16 episodios                                  |
| 2013              | Winners & Losers               | Lincoln Sullivan        | episodio "You Can Run"                        |
| 2013              | Underbelly: Squizzy            | Edward Jenkins          | 6 episodios                                   |
| 2013              | Mr & Mrs Murder                | Lorcan                  | episodio "Zootopia"                           |
| 2012              | Bikie Wars: Brothers in Arms   | Phillip "Bull" Campbell | 5 episodios - miniserie                       |
| 2012              | Conspiracy 365                 | Vernon                  | 2 episodios                                   |
| 2011              | Small Time Gangster            | Steve                   | 8 episodios                                   |
| 2008, 2010        | Rush                           | Nathaniel Doulton/Stace | 2 episodios                                   |
| 2010              | City Homicide                  | Vince Rossett           | episodio "Tomato Can"                         |
| 2008 - 2009       | East of Everything             | Jai                     | 10 episodios                                  |
| 2006 - 2009       | Neighbours                     | Guy Sykes               | 14 episodios                                  |
| 2008              | Underbelly                     | Evangelos Goussis       | -                                             |
| 2007              | Satisfaction                   | Gary                    | aparece en el episodio "Jizz"                 |
| 2006              | Nightmares and Dreamscapes     | Duane Allman            | episodio "You Know They Got a Hell of a Band" |
| 1995              | Blue Heelers                   | Jonathon Grant          | 2 episodios                                   |
| 2005              | Last Man Standing              | Anton                   | 11 episodios                                  |
| 2003 - 2004       | All Saints                     | Alex Kearns             | 9 episodios                                   |
| 2001 - 2003       | Mcleod's Daughters             | Brett "Brit" Buchanon   | 18 episodios                                  |
| 2002              | Marshall Law                   | Wayne                   | episodios "Domestic Bliss"                    |
| 2001 - 2002       | Stingers                       | Steve Logan             | episodios "Old Scores" & "Too Many Crooks"    |
| 2000              | Something in the Air           | Daryl                   | episodio "Wandering in the Wilderness"        |
| 1999              | Thunderstone                   | Tod                     | 12 episodios                                  |
| 1999              | Crash Zone                     | Leo Moore               | episodio "Leap of Faith"                      |
| 1998              | State Coroner                  | Mick Taranto            | episodio "Sunday in the Country"              |
| 1998              | The Genie from Down Under 2    | Conrad von Meister      | episodio "The Photo Opportunity"              |
| 1996              | The Genie from Down Under      | Conrad von Meister      | 13 episodios                                  |
| 1994              | A Country Practice             | Gary Van Loon           | episodio "Too Young"                          |

### Teatro
| Año  | Obra                                            | Personaje | Director    | Teatro              | Notas                                                             |
| ---- | ----------------------------------------------- | --------- | ----------- | ------------------- | ----------------------------------------------------------------- |
| 2009 | The Subtle Art of Flirting                      | -         | Scott Major | -                   | junto a Mandie Combe, Scott Major & Samantha Kenny                |
| 2007 | Both Sides of the Bar & The Fellatio Monologues | Barman    | Scott Major | Gertrude St Fitzroy | junto a Scott Major, Samantha Kenny, Campbell Usher & Jane Allsop |
| 1998 | What Lies Between                               | Steve     | -           | -                   | -                                                                 |